# Witness (película)
Witness (Único testigo en España, y Testigo en peligro en Hispanoamérica) es una película estadounidense del género thriller de 1985, dirigida por Peter Weir y protagonizada por Harrison Ford, Kelly McGillis, Lukas Haas, Danny Glover, Alexander Godunov, Josef Sommer y Viggo Mortensen en los papeles principales.
El filme fue candidato a 8 premios Óscar, de los que ganó dos, y diez premios internacionales más. 

## Argumento
Rachel Lapp es una mujer de la comunidad amish de Pensilvania que, junto a su pequeño hijo Samuel, realiza un viaje en tren para visitar a una pariente. Durante un transbordo en Filadelfia, el niño va al baño de la estación y allí es testigo casual del asesinato de un policía que iba de incógnito, Zenovich. Luego él informa de lo ocurrido y la policía llega al lugar. El inspector asignado al caso del asesinato de Zenovich es John Book. 
Él interroga al niño y descubre que puede identificar a uno de los asesinos. Con el tiempo descubren que ese asesino es un alto miembro de la policía del departamento de narcóticos que se apellida McFee. Resulta que el policía asesinado estaba investigando el robo de una gran cantidad de ingredientes incautados para fabricar speed, una droga prohibida muy valiosa, y que el asesino tenía que ver con su incautación y posterior robo y que, gracias a sus acciones y a la de otros policías involucrados, Filadelfia se había convertido en un gran productor nacional de speed, que exportaba esa droga también a otras ciudades del país.
Book llega también a la conclusión correcta, de que ese policía iba a descubrirlo todo, por lo que fue asesinado por esos policías corruptos. Cuando informa a su superior y mentor de sus descubrimientos, Paul Schaeffer, con el propósito de conseguir ayuda fuera del departamento para solucionar el caso, él se vuelve inmediatamente víctima de un intento de asesinato por parte de McFee. Herido, Book descubre así que Schaeffer también está involucrado. Por ello él huye con el niño y se refugia en la comunidad amish, donde viven Rachel y Samuel, para curarse y planear desde allí sus próximos pasos, mientras que Schaeffer se las arregla para que sea perseguido como criminal y para que su compañero de trabajo, que también sabe todo a través de Book, sea asesinado para que no pueda ayudarle. 
Finalmente él consigue averiguar donde está y le trata de matar allí, en el campamento de los amish,  con los suyos junto al niño y su familia para borrar de forma definitiva todas las huellas de sus crímenes. Un enfrentamiento a muerte ocurre en el granero del campamento, finalmente Book consigue acabar con la mayor parte de ellos con un truco, mientras que los disparos y la llamada de socorro de la familia, tocan la campana de emergencia del pueblo, atraen a otros miembros amish al lugar. Su presencia acaba con el enfrentamiento mortal y Schaeffer, el único policía corrupto vivo, tiene que rendirse por la presencia de varios testigos que pueden testificar en su contra, al tratar de matar a Book para ocultar sus delitos. 
Posteriormente, Schaeffer es arrestado por la policía, que también llega al lugar después de recibir las llamadas de auxilio de los amish y el informe oficial de Book como testigo de todo lo ocurrido. Book se despide luego de la familia amish y se va otra vez a su mundo en la gran ciudad.

## Reparto
| Actor             | Personaje                       |
| ----------------- | ------------------------------- |
| Harrison Ford     | Detective Capitán John Book     |
| Kelly McGillis    | Rachel Lapp                     |
| Josef Sommer      | Jefe Paul Schaeffer             |
| Lukas Haas        | Samuel Lapp                     |
| Jan Rubes         | Eli Lapp                        |
| Aleksandr Godunov | Daniel Hochleitner              |
| Danny Glover      | Detective Teniente James McFee  |
| Brent Jennings    | Detective Sargento Elden Carter |
| Patti LuPone      | Elaine                          |
| Angus MacInnes    | Detective Fergie                |
| Viggo Mortensen   | Moses Hochleitner               |
| Timothy Carhart   | Zenovich                        |

## Producción
El productor Edward S. Feldman recibió en 1983 un guion titulado Called Home (el término con el que los Amish llaman a la muerte), de 182 páginas (unas tres horas de metraje) e inspirado en un episodio de la serie Gunsmoke.
A Feldman le gustó la idea, pero el guion era demasiado largo y centrado en las tradiciones Amish, así que fue reescrito y enviado a la Fox. Joe Wizan, que entonces era el jefe de producción del estudio, lo rechazó diciendo que "la Fox no hace pelis rurales".
Entonces a Feldman se le ocurrió enviar el guion a Harrison Ford, al que le gustó, pero Wizan no dio su brazo a torcer.
Finalmente, Paramount Pictures expresó su interés en producir la película. Feldman quería a Peter Weir como director pero el australiano estaba ocupado. Mientras varios directores rechazaban el proyecto pasó el tiempo y Weir quedó libre para hacer la que sería su primera película en Estados Unidos.
El filme fue rodado en la ciudad de Filadelfia y en los pueblos de Intercourse, Lancaster, Strasburg y Parkesburg. Los amish se negaron a aparecer en el metraje, así que los figurantes del filme son menonitas. El rodaje se completó tres días antes de una huelga del gremio de directores.

## Recepción
La película tuvo gran éxito taquillero y entre la crítica.

### Controversia
Aun así la película no fue bien recibida por la comunidad amish. The National Committee for Amish Religious Freedom llamó a boicotear la película temiendo que sus pueblos fuesen inundados por turistas. A raíz del éxito del filme, en ese entonces gobernador de Pensilvania Dick Thornburgh renunció a promover más rodajes en los pueblos amish.

## Estrenos mundiales
| País                                                                          | Fecha de estreno                |
| ----------------------------------------------------------------------------- | ------------------------------- |
| Alemania                                                                      | Jueves 23 de mayo de 1985       |
| Argentina                                                                     | Jueves 4 de julio de 1985       |
| Australia                                                                     | Jueves 2 de mayo de 1985        |
| Austria                                                                       | Viernes 24 de mayo de 1985      |
| Bélgica                                                                       | Miércoles 29 de mayo de 1985    |
| Belice · Costa Rica · El Salvador · Guatemala · Honduras · Nicaragua · Panamá | Miércoles 28 de agosto de 1985  |
| Brasil                                                                        | Jueves 5 de septiembre de 1985  |
| Chile                                                                         | Viernes 15 de noviembre de 1985 |
| Colombia                                                                      | Jueves 25 de julio de 1985      |
| Dinamarca                                                                     | Viernes 31 de mayo de 1985      |
| Ecuador                                                                       | Miércoles 7 de agosto de 1985   |
| Egipto                                                                        | Lunes 17 de marzo de 1986       |
| España                                                                        | Lunes 3 de junio de 1985        |
| Estados Unidos · Canadá                                                       | Viernes 8 de febrero de 1985    |
| Filipinas                                                                     | Miércoles 21 de agosto de 1985  |
| Finlandia                                                                     | Viernes 17 de mayo de 1985      |
| Francia                                                                       | Miércoles 22 de mayo de 1985    |

| País                 | Fecha de estreno                |
| -------------------- | ------------------------------- |
| Grecia               | Jueves 5 de diciembre de 1985   |
| Hong Kong            | Jueves 30 de mayo de 1985       |
| Israel               | Viernes 17 de mayo de 1985      |
| Italia               | Jueves 9 de mayo de 1985        |
| Japón                | Sábado 8 de junio de 1985       |
| Líbano               | Viernes 28 de junio de 1985     |
| Malasia              | Jueves 25 de julio de 1985      |
| México               | Jueves 12 de septiembre de 1985 |
| Noruega              | Jueves 16 de mayo de 1985       |
| Nueva Zelanda        | Viernes 14 de junio de 1985     |
| Países Bajos         | Jueves 23 de mayo de 1985       |
| Perú                 | Jueves 18 de julio de 1985      |
| Portugal             | Viernes 30 de agosto de 1985    |
| Reino Unido Irlanda  | Viernes 24 de mayo de 1985      |
| República Dominicana | Jueves 27 de junio de 1985      |
| Singapur             | Jueves 25 de julio de 1985      |
| Sudáfrica            | Viernes 17 de mayo de 1985      |
| Suecia               | Miércoles 15 de mayo de 1985    |
| Suiza                | Viernes 24 de mayo de 1985      |
| Tailandia            | Sábado 31 de agosto de 1985     |
| Taiwán               | Sábado 27 de julio de 1985      |
| Uruguay              | Jueves 8 de agosto de 1985      |
| Venezuela            | Miércoles 26 de junio de 1985   |

## Premios y candidaturas

### Óscar
| Año  | Categoría                 | Candidato/a                                   | Resultado  |
| ---- | ------------------------- | --------------------------------------------- | ---------- |
| 1985 | Mejor Película            | Mejor Película                                | Candidata  |
| 1985 | Mejor Director            | Peter Weir                                    | Candidato  |
| 1985 | Mejor Actor               | Harrison Ford                                 | Candidato  |
| 1985 | Mejor Guion Original      | William Kelley Pamela Wallace Earl W. Wallace | Ganadores  |
| 1985 | Mejor Montaje             | Thom Noble                                    | Ganador    |
| 1985 | Mejor Fotografía          | John Seale                                    | Candidatos |
| 1985 | Mejor Dirección Artística | Stan Jolley John H. Anderson                  | Candidatos |
| 1985 | Mejor música              | Maurice Jarre                                 | Candidatos |

### Otros premios y candidaturas
- 1985: 6 candidaturas al Globo de Oro incluyendo Drama, Director y Actor
- 1985: Premios BAFTA: Mejor música. 7 nominaciones incluyendo Película, Actor y Actriz
- 1985: Sindicato de Directores (DGA): Nominada a Mejor director
- 1985: Sindicato de Guionistas (WGA): Mejor guion original[5]